# Friday (Rebecca Black)
Friday è un singolo pop e novelty della cantante statunitense Rebecca Black, uscito il 10 febbraio 2011 e poi presentato in anteprima su iTunes il 14 marzo 2011 dall'etichetta discografica ARK Music Factory.
Nel brano la cantante fa uso di Auto-Tune per correggere l'intonazione della voce.
Il videoclip del brano ha ottenuto su YouTube più di 147 milioni di visualizzazioni. È stata definita come la peggior canzone di sempre a causa della qualità mediocre del brano, e altri utenti di YouTube, fra cui Angry Grandpa, hanno caricato numerose parodie e recensioni del video originale. La canzone e la sua autrice sono state duramente criticate sui social network e su Internet. La Ark Music Factory, in seguito al disappunto provato dagli internauti, propose di rimuovere il video da YouTube, ma Rebecca rifiutò. In risposta alle critiche, Rebecca ha registrato una versione acustica del brano mandata in onda durante l'ABC News ma anche questa ha ricevuto parecchi giudizi negativi. Più tardi sua madre Kelly in un'intervista ha riferito che sua figlia era "arrabbiata e sconvolta" dai commenti del video su YouTube. Tuttavia in seguito si è risollevata e ha preso a difendere il brano.

## Accoglienza
Il brano ha ricevuto recensioni negative quasi universalmente. Lyndsey Parker di Yahoo! Music ha ipotizzato che potrebbe essere la "canzone più brutta di sempre". Il 29 marzo 2011, ha superato Baby di Justin Bieber, come il video più disprezzato di YouTube, con 1.190.000 voti negativi. Periodici come The Huffington Post, TIME e Entertainment Weekly hanno definito Friday "bizzarro", "inopportuno" e "terribilmente esilarante". Kevin Rutherford di Billboard ha affermato: "Il video di Friday è una di quei rari casi in cui neanche i critici più esperti della cultura di Internet sanno dove cominciare. Dal canto arrivato direttamente dall'inferno di Auto-Tune a versi come "Tomorrow is Saturday / And Sunday comes afterwards / I don't want this weekend to end" e un esilarante rap a proposito di perdere l'autobus della scuola, Friday è qualcosa che semplicemente deve essere visto e ascoltato per essere pienamente apprezzato."
Molti altri giornalisti hanno particolarmente criticato il testo, che è stato descritto da TNT Magazine "troppo banale e ripetitivo". Jim Edwards di BNET e Doug Gross della CNN hanno entrambi definito la parte rap "raccapricciante". Il TIME ha messo Friday al secondo posto nella lista "Top 10 Songs with Silly Lyrics". Il videoclip prodotto per il brano si è aggiudicato la vetta della classifica "50 Worst Music Videos Ever" del New Musical Express.

## Tracce
Download digitale
1. Friday - 3:47

## Video musicale
Il video ha gli occhi su Rebecca e ripercorre il venerdì vissuto dalla cantante. Black si alza dal letto, si dirige in sala e va ad aspettare l'autobus alla fermata. D'un tratto vede felice i suoi amici andarla a prendere. Allora Rebecca lascia perdere il bus ed entra in macchina per potersela spassare. Successivamente canta con le sue amiche sotto un cielo notturno per poi lasciarle per passeggiare. Il calendario la mostra disegnata su di esso con delle scritte che si plasmano. Un uomo che ascolta Friday continua il brano, mentre la Black canta illuminata da luci psichedeliche. Infine Rebecca viene accolta a una festa per il venerdì esibendosi applaudita su un palco scenico.

## Classifiche
| Classifica (2011) | Posizione massima |
| ----------------- | ----------------- |
| Canada            | 61                |
| Irlanda           | 46                |
| Nuova Zelanda     | 33                |
| Regno Unito       | 60                |
| Stati Uniti       | 58                |

## Remix
Per celebrare i 10 anni della canzone e il conseguimento del disco d'oro da parte della Recording Industry Association of America, è stato pubblicato un remix della canzone realizzato con la collega Dorian Electra e i rapper 3OH!3 e Big Freedia. L'accoglienza è stata più positiva rispetto a quella della canzone originale.